# 1816
| [ Edytuj tabelę ]              | |
| Król Polski (tytularny)        | - 1815 Aleksander I Romanow 1825 |
| Emir Afganistanu               | - 1809 Mahmud Szah Durrani 1818 |
| Współksiążęta Andory           | - 1814 Francesc Antoni de la Dueña y Cisneros 1816 - 1815 Ludwik XVIII 1824                                                              |
| Prezydent Argentyny            | - 1815 José Ignacio Álvarez Thomas 1816 - 1816 Antonio González de Balcarce 1816 - 1816 Juan Martín de Pueyrredón y O’Dogan 1819         |
| Cesarz Austrii                 | - 1804 Franciszek II Habsburg 1835 |
| Król Bawarii                   | - 1805 Maksymilian I Józef 1825 |
| Sułtan Brunei                  | - 1807 Muhammad Kanzul Alam 1829 |
| Cesarz Chin                    | - 1796 Jiaqing 1820 |
| Król Czech                     | - 1792 Franciszek II Habsburg 1835 |
| Król Danii                     | - 1808 Fryderyk VI 1839 |
| Dalajlama                      | - 1816 Cultrim Gjaco 1837 |
| Władca Egiptu                  | - 1805 Muhammad Ali 1848 |
| Premier Francji                | - 1815 Armand-Emmanuel du Plessis 1818                                                                                                   |
| Król Francji                   | - 1815 Ludwik XVIII 1824 |
| Prezydent Haiti                | - 1806 Alexandre Pétion 1818 |
| Król Haiti                     | - 1811 Henryk I 1820 |
| Król Hawajów                   | - 1810 Kamehameha I 1819 |
| Król Hiszpanii                 | - 1813 Ferdynand VII 1833 |
| Król Holandii                  | - 1815 Wilhelm I 1840 |
| Szach Iranu                    | - 1797 Fath Ali Szah 1834 |
| Państwo Wielkich Mogołów       | - 1806 Akbar Szah II 1837 |
| Król Irlandii                  | - 1760 Jerzy III Hanowerski 1820 |
| Cesarz Japonii                 | - 1779 Kōkaku 1817 |
| Kalif                          | - 1808 Mahmud II 1839 |
| Patriarcha Konstantynopola     | - 1813 Cyryl VI 1818 |
| Władca Korei                   | - 1800 Sunjo 1834 |
| Emir Kuwejtu                   | - 1814 Dżabir I 1859 |
| Książę Liechtensteinu          | - 1805 Jan I 1836 |
| Wielki książę Luksemburga      | - 1815 Wilhelm I 1840 |
| Sułtan Maroka                  | - 1792 Maulaj Sulajman 1822 |
| Książę Monako                  | - 1814 Honoriusz IV 1819 |
| Król Nawarry                   | - 1814 Ludwik XVIII 1824 |
| Król Nepalu                    | - 1799 Girvan Yudha 1816 - 1816 Rajendra 1847                                                                                            |
| Premier Nepalu                 | - 1806 Bhimsen Thapa 1837 |
| Król Norwegii                  | - 1814 Karol II 1818 |
| Sułtan Omanu                   | - 1807 Sa’id ibn Sultan 1856 |
| Papież                         | - 1800 Pius VII 1823 |
| Konsul Paragwaju               | - 1814 José Gaspar Rodríguez de Francia 1840                                                                                             |
| Książę Parmy i Piacenzy        | - 1814 Maria Ludwika 1847 |
| Król Portugalii                | - 1777 Maria I 1816 - 1816 Jan VI 1826                                                                                                   |
| Król Prus                      | - 1797 Fryderyk Wilhelm III 1840 |
| Car Rosji                      | - 1801 Aleksander I 1825 |
| Król Saksonii                  | - 1806 Fryderyk August I 1827 |
| Kapitanowie Regenci San Marino | - 1815 Francesco Maria Belluzzi Filippo Filippi 1816 - 1816 Camillo Bonelli Pietro Berti 1816 - 1816 Luigi Giannini Matteo Martelli 1817 |
| Książę Serbii                  | - 1815 Miłosz I Obrenowić 1839 |
| Król Sardynii                  | - 1802 Wiktor Emanuel I 1821 |
| Król Szwecji                   | - 1809 Karol XIII 1818 |
| Król Tajlandii                 | - 1809 Buddha Loetla Nabhalai 1824 |
| Sułtan Turków                  | - 1808 Mahmud II 1839 |
| Prezydent USA                  | - 1809 James Madison 1817 |
| Król Węgier                    | - 1792 Franciszek 1835 |
| Monarcha Wielkiej Brytanii     | - 1760 Jerzy III 1820 |
| Premier Wielkiej Brytanii      | - 1812 Robert Jenkinson 1827 |
| Cesarz Wietnamu                | - 1802 Gia Long 1820 |

Rok 1816 / MDCCCXVI
stulecia: XVIII wiek ~
XIX wiek ~
XX wiek

dziesięciolecia:
1780–1789 •
1790–1799 •
1800–1809 •
1810–1819
• 1820–1829
• 1830–1839
• 1840–1849

lata: 1806 «
1811 «
1812 «
1813 «
1814 «
1815 «
1816
» 1817
» 1818
» 1819
» 1820
» 1821
» 1826

## Wydarzenia w Polsce
- 1 stycznia – Józef Matecki został prezydentem Krakowa.
- 6 stycznia – Karol Fryderyk Woyda został prezydentem Warszawy.
- 16 lutego – powstanie w Kielcach, z inicjatywy Stanisława Staszica pierwszej polskiej wyższej uczelni technicznej - Szkoły Akademiczno-Górniczej.
- 11 kwietnia – Feliks Grodzicki został prezydentem Krakowa.
- 24 lipca – założono Instytut Diaków w Przemyślu.
- 23 września – powstaje Instytut Agronomiczny przekształcony później w Szkołę Główną Gospodarstwa Wiejskiego.
- 15 października – utworzono żandarmerię w ramach armii Królestwa Kongresowego.
- 19 listopada:
  - utworzenie Królewskiego Uniwersytetu Warszawskiego przez cesarza Rosji i króla Polski Aleksandra I.
  - z terenu południowej Polski widoczne było całkowite Zaćmienie Słońca.
- Przepisanie dóbr łańcuckich po śmierci Izabeli Czartoryskiej wnukom.

## Wydarzenia na świecie
- Nastąpił Rok bez lata – seria anomalii klimatycznych, prawdopodobnie spowodowanych przez wybuch wulkanu Tambora
- 9 stycznia – w kopalni w angielskim Hebburn przeprowadzono pierwsze testy bezpiecznej lampy górniczej (lampa Davy’ego).
- 20 lutego – prawykonanie opery Cyrulik sewilski Gioacchina Rossiniego w Teatro Argentina w Rzymie.
- 8 marca – przyszli papieże Leon XII i Pius VIII zostali kardynałami.
- 6 maja:
  - w Królestwie Prus wprowadzono tzw. pruski system miar.
  - w Nowym Jorku założono Amerykańskie Towarzystwo Biblijne.
- 1 czerwca – został założony Austriacki Bank Narodowy.
- 27 czerwca – amerykańskie okręty wojenne ostrzelały Algier.
- 9 lipca – Argentyna uzyskała niepodległość.
- 14 sierpnia – Wielka Brytania anektowała archipelag Tristan da Cunha na południowym Atlantyku.
- 27 sierpnia – Royal Navy dokonała bombardowania bazy piratów w Algierze, niszcząc całą ich flotę i zabijając około 6 tysięcy osób w porcie i mieście.
- 30 października – Wilhelm I został królem Wirtembergii.
- 11 grudnia – USA: Indiana jako 19 stan dołączyła do Unii.
- 12 grudnia – powstało Królestwo Obojga Sycylii.
- Katastrofa francuskiego statku „La Mèduse”
- René Laënnec wynalazł stetoskop.

## Urodzili się
- 28 stycznia – Paula Elżbieta Cerioli, współzałożycielka Instytutu Zakonnego Sióstr Świętej Rodziny, święta katolicka (zm. 1865)
- 7 lutego – Józef Bohdan Dziekoński, polski powieściopisarz i grafik (zm. 1855)
- 11 lutego – Ernst Litfaß, niemiecki wydawca i drukarz, wynalazca słupa ogłoszeniowego (zm. 1874)
- 12 lutego – Józef Stolarczyk, polski ksiądz, pierwszy proboszcz Zakopanego, taternik (zm. 1893)
- 12 marca - Julia Molińska-Woykowska, polska poetka, pisarka, publicystka, autorka podręczników (zm. 1851)
- 11 kwietnia – Theodore Eisfeld, niemiecki dyrygent, skrzypek i kompozytor (zm. 1882)
- 21 kwietnia – Charlotte Brontë, angielska pisarka (zm. 1855)
- 28 czerwca – Paulina Górska z Krasińskich, polska księżna, działaczka społeczna i charytatywna, prezeska Stowarzyszenia Miłosierdzia św. Wincentego a Paulo (zm. 1893)
- 14 lipca – Arthur de Gobineau, francuski dyplomata; uchodzi za twórcę doktryny rasizmu (zm. 1882)
- 21 lipca – Paul Reuter, pochodzący z Niemiec brytyjski dziennikarz i założyciel Agencji Informacyjnej Reuters (zm. 1899)
- 12 sierpnia – Ion Ghica, rumuński rewolucjonista, polityk i dyplomata, dwukrotny premier Rumunii (zm. 1897)
- 24 sierpnia - Henry Mellus, amerykański polityk, burmistrz Los Angeles (zm. 1860)
- 7 września – Ferdinand von Hebra, austriacki lekarz pochodzenia czeskiego, dermatolog (zm. 1880)
- 26 września – Paul Gervais, francuski zoolog i paleontolog (zm. 1879)
- 4 października – Eugène Pottier, francuski rewolucjonista socjalistyczny, poeta, autor Międzynarodówki (zm. 1887)
- 19 października – Carlo Tenca, włoski publicysta, dziennikarz, pisarz i polityk, związany z Mediolanem (zm. 1883)
- 16 listopada – Andrei Mureșanu, rumuński poeta, publicysta, tłumacz i działacz narodowy (zm. 1863)
- 25 listopada – Victor Adolphe Malte-Brun, francuski geograf i kartograf (zm. 1889)
- 29 listopada - Aniela Aszpergerowa, polska aktorka (zm. 1902)
- 2 grudnia – Marta Le Bouteiller, francuska zakonnica, błogosławiona katolicka (zm. 1883)
- 13 grudnia:
  - Clement Claiborne Clay, amerykański polityk, senator ze stanu Alabama (zm. 1882)
  - Werner von Siemens, niemiecki wynalazca i konstruktor w dziedzinie elektrotechniki (zm. 1892)
- data dzienna nieznana: 
  - Agnieszka Kim Hyo-ju, koreańska męczennica, święta katolicka (zm. 1839)

## Zmarli
- 1 lutego – András Cházár, węgierski prawnik i społecznik (ur. 1745)
- 7 lutego – Jan z Triory, włoski franciszkanin, misjonarz, męczennik, święty katolicki (ur. 1760)
- 22 lutego – Teofila Strzeżysława z Jabłonowskich Sapieżyna, polska szlachcianka, działaczka konfederacji barskiej, pamiętnikarka i bibliofilka (ur. 1742)
- 8 kwietnia – Julia Billiart, francuska zakonnica, założycielka Zgromadzenia Sióstr od Naszej Pani z Namur, święta katolicka (ur. 1751)
- 26 maja – Adrian Zingg, szwajcarski malarz, rysownik, grafik i miedziorytnik (ur. 1734)
- 5 czerwca – Giovanni Paisiello, włoski kompozytor (ur. 1740)
- 7 lipca – Richard Brinsley Sheridan, irlandzki poeta, dramatopisarz i polityk (ur. 1751)
- 20 lipca – Gawriił Dierżawin (ros. Гавриил Романович Державин), rosyjski poeta (ur. 1743)
- 31 grudnia – David Stringman, amerykański muzyk, pracował przy wyrobie instrumentów (ur. 1766)

## Zdarzenia astronomiczne
- 19 listopada – całkowite zaćmienie Słońca, widoczne w Polsce[1].

## Święta ruchome
- Tłusty czwartek: 22 lutego
- Ostatki: 27 lutego
- Popielec: 28 lutego
- Niedziela Palmowa: 7 kwietnia
- Wielki Czwartek: 11 kwietnia
- Wielki Piątek: 12 kwietnia
- Wielka Sobota: 13 kwietnia
- Wielkanoc: 14 kwietnia
- Poniedziałek Wielkanocny: 15 kwietnia
- Wniebowstąpienie Pańskie: 23 maja
- Zesłanie Ducha Świętego: 2 czerwca
- Boże Ciało: 13 czerwca.